# Стопа задржавања
Стопа задржавања је термин који се користи у различитим областима, неке од тих области су маркетинг, инвестирање, образовање, користи се и на радном окружењу као и у клиничким испитивањима. Одржавање времена задржавања учесника у свакој од ових области често резултира позитивним исходом за целокупну организацију, школу или фармаколошко истраживање. У маркетингу се стопа задржавања користи за изражавање броја клијената и праћење њихових активности, без обзира на то колики су број трансакција направили (или колика је новчана вредност тих трансакција).
„Стопа задржавања је однос броја задржаних клијената и броја клијената који припадају ризичној групи.” Код ситуација које подразумевају постојање уговора има смисла говорити о броју клијената који су тренутно под уговором и проценту који ће се задржати и када истекне уговорни период. Овај израз се не треба мешати са растом (или падом) броја клијената. Задржавање се односи само на постојеће клијенте у уговорним ситуацијама. „У ситуацијама за које не постоје уговори (као што је продаја преко каталога) има мање смисла причати о тренутном броју клијената, већ се уместо тога броје клијенти које смо стекли у одређеном, скорашњем периоду.” 
У истраживању у коме је учествовало скоро 200 виших маркетиншких менаџера, 63% је одговорило да сматрају овај индикатор веома корисним.

## Сврха
Сврха мерења „стопе задржавања” у маркетингу јесте да прати учинак организације у привлачењу и задржавању клијената. „Већина продаваца је тек недавно почела да брине о развоју метрике која се фокусира на појединачне клијенте. Да би почела да размишља о управљању односима са појединачним клијентима, фирма прво мора да буде у стању да одреди број својих клијента. Иако је доследност у бројању клијената вероватно важнија од саме формулације прецизне дефиниције, дефиниција је ипак неопходна. При томе, мислимо да ће се дефиниција и бројање клијената посебно разликовати у уговорним и неуговорним ситуацијама.” Када је радно окружење у питању, сврха стопе задржавања јесте да помогне организацијама да одлуче када треба да предузму нешто како би запослени остали срећни и мотивисани. Истраживање CNN Money је показало да је 100 најбољих компанија за рад имало мање од 3% стопе промета у периоду од 12 месеци.
Стопа задржавања се може односити и на факултете. Према Бесплатној пријави за савезну студентску помоћ (енгл. Free Application for Federal Student Aid — FAFSA), стопа задржавања је проценат студената који први пут похађа прву годину студија и који студије следеће године настављају на истом факултету. На пример, студент који редовно похађа наставу у зимском семестру и који настави своје студирање по истом програму у следећем зимском семестру се убраја у ову стопу.

## Конструкција
„Задржавање се односи на ситуације са уговорима у којима су клијенти или задржани или нису. Клијенти могу или да обнове своје претплате за часописе или да их пусте да истекну. Клијенти одржавају важећи текући рачун у банци све док га не затворе. Закупци плаћају станарину све док се не иселе. Ово су очигледни примери задржавања клијената где или задржите клијенте или их можете сматрати заувек изгубљеним. У оваквим ситуацијама фирме посвећују велику пажњу стопама задржавања.” 
Стопа задржавања: Однос броја задржаних клијената и броја клијената који су ризична група.

## Радно место
Задржавање на радном месту односи се на проценат запослених који су били запослени на почетку одређеног периода и који су остали у компанији до краја тог периода. На пример, у јануару 2010. године компанија А је имала 500 запослених. Након годину дана, 200 од 500 запослених још увек ради за компанију. Стопа задржавања је 200/500 = 40%.

## Методологија
Према Протоколу о ревизији маркетинг система (енгл. Marketing Accountability Standards Board — MASB), ниједна методологија стопе задржавања није била независно ревидирана од стране Одбора за стандарде тржишне одговорности (енгл. MMAP — Marketing Metric Audit Protocol).